# Theodor Wiegand
Theodor Wiegand (Bendorf, 30 de octubre de 1864-Berlín, 19 de diciembre de 1936) fue un destacado arqueólogo alemán.
Estudió en las universidades de Múnich, Humboldt (Berlín) y Friburgo. En 1894 trabajó bajo la dirección de Wilhelm Dörpfeld en las excavaciones de la Acrópolis de Atenas. Desde 1895 hasta 1899 excavó la antigua ciudad griega de Priene, y entre 1899 y 1911, la de Mileto; también participó en las excavaciones del santuario de Dídima (1905-11) y de Samos (1910-11). En Pérgamo descubrió, en 1927, el arsenal del castillo situado en la acrópolis y excavó un gran santuario dedicado a Asclepio fuera de la ciudad. También concluyó las excavaciones en Baalbek (Líbano) y publicó los resultados.
Entre 1899 y 1911 trabajó para los museos de Berlín como Director de Exteriores en Constantinopla, a la sazón capital del Imperio otomano, ejerciendo como agregado científico de la embajada alemana en esa ciudad. Desde 1912 hasta 1930 trabajó como director de los departamentos de Antigüedades de los museos de Berlín, donde se erigió el Museo de Pérgamo.